# Super Rugby 2019
Il Super Rugby 2019 è stata la 24ª edizione del Super Rugby SANZAAR, torneo professionistico annuale di rugby a 15 tra franchigie delle federazioni neozelandese, australiana, sudafricana, argentina e giapponese. Il torneo è stato vinto per la decima volta dalla formazione neozelandese dei Crusaders, che hanno sconfitto gli argentini della formazione dei Jaguares, alla loro prima finale.

## Formato
È confermato il formato adottato tra il 2011 e il 2015 e la stagione precedente, che prevede che ogni squadra incontri tutte quelle del suo girone due volte (andata e ritorno), quattro squadre di un girone in casa propria e altre quattro del terzo fuori casa, per un totale di 16 incontri più due bye corrispondenti a 8 punti in classifica. Le squadre saranno suddivise in tre gironi, quello sudafricano, quello australiano e quello neozelandese. A qualificarsi ai playoff sono otto squadre, come nelle tre edizioni precedenti. Le otto qualificate saranno le vincitrici delle tre conferences e le altre cinque squadre con più punti nella classifica generale, indipendentemente dalla conference di appartenenza. I giapponesi Sunwolves saranno aggregati alla conference australiana, mentre i Jaguares argentini saranno inseriti in quella sudafricana. I vincitori delle tre conferences e la migliore wild-card ospiteranno i quarti di finale, mentre semifinali e finale saranno ospitate dalle squadre col seeding più basso.
A causa della Coppa del Mondo in Giappone, che vede impegnate tutte e cinque le nazioni con franchigie nella competizione, tra settembre e ottobre e quindi della susseguente cancellazione della finestra di test match internazionali di giugno il torneo si svolgerà senza interruzioni, terminando quindi un mese prima, come già successo nelle edizioni dal 1996 al 2011 e in quella del 2015.

## Squadre partecipanti e ambiti territoriali
| Paese                    | Squadra              | Sede                                | Area                                                                     |                      |
| Conference Australia     | Conference Australia | Conference Australia                | Conference Australia                                                     | Conference Australia |
| ------------------------ | -------------------- | ----------------------------------- | ------------------------------------------------------------------------ | -------------------- |
| Australia                | Brumbies             | Canberra                            | Territorio della Capitale Australiana                                    |                      |
| Australia                | Rebels               | Melbourne                           | Stato di Victoria                                                        |                      |
| Australia                | Reds                 | Brisbane                            | Stato del Queensland                                                     |                      |
| Australia                | Waratahs             | Sydney                              | Stato del Nuovo Galles del Sud                                           |                      |
| Giappone                 | Sunwolves            | Tokyo, Singapore                    | Giappone, Asia orientale                                                 |                      |
| Conference Nuova Zelanda |                      |                                     |                                                                          |                      |
| Nuova Zelanda            | Blues                | Auckland                            | Penisola di Northland e la regione di Auckland centrale e settentrionale |                      |
| Nuova Zelanda            | Chiefs               | Hamilton                            | Distretti di Hamilton, Tauranga e Rotorua                                |                      |
| Nuova Zelanda            | Crusaders            | Christchurch                        | Regione di Canterbury                                                    |                      |
| Nuova Zelanda            | Highlanders          | Dunedin                             | Distretto di Otago e Southland                                           |                      |
| Nuova Zelanda            | Hurricanes           | Wellington                          | Wellington, Palmerston North e Napier                                    |                      |
| Conference Sud Africa    |                      |                                     |                                                                          |                      |
| Sudafrica                |                      |                                     |                                                                          |                      |
| Bulls                    | Pretoria             | East Rand, Limpopo                  |                                                                          |                      |
| Lions                    | Johannesburg         | Mpumalanga, Provincia del Nordovest |                                                                          |                      |
| Sharks                   | Durban               | KwaZulu-Natal                       |                                                                          |                      |
| Stormers                 | Città del Capo       | Cape Winelands, West Coast          |                                                                          |                      |
| Argentina                | Jaguares             | Buenos Aires                        | Argentina                                                                |                      |

## Risultati
|           | 1ª giornata         |       |
| --------- | ------------------- | ----- |
| 15-2-2019 | Chiefs—Highlanders  | 27-30 |
| 15-2-2019 | Brumbies—Rebels     | 27-34 |
| 16-2-2019 | Blues—Crusaders     | 22-24 |
| 16-2-2019 | Waratahs—Hurricanes | 19-20 |
| 16-2-2019 | Sunwolves—Sharks    | 10-45 |
| 16-2-2019 | Bulls—Stormers      | 40-3  |
| 16-2-2019 | Jaguares—Lions      | 16-25 |
| rip.      | Reds                |       |

|          | 4ª giornata            |       |
| -------- | ---------------------- | ----- |
| 8-3-2019 | Hurricanes—Highlanders | 25-22 |
| 8-3-2019 | Rebels—Brumbies        | 29-26 |
| 9-3-2019 | Crusaders—Chiefs       | 57-28 |
| 9-3-2019 | Blues—Sunwolves        | 28-20 |
| 9-3-2019 | Waratahs—Reds          | 28-17 |
| 9-3-2019 | Lions—Jaguares         | 47-39 |
| 9-3-2019 | Bulls—Sharks           | 37-14 |
| rip.     | Stormers               |       |

|           | 7ª giornata                  |       |
| --------- | ---------------------------- | ----- |
| 29-3-2019 | Hurricanes—Crusaders         | 8-32  |
| 29-3-2019 | Waratahs—Sunwolves           | 29-31 |
| 30-3-2019 | Blues—Stormers               | 24-9  |
| 30-3-2019 | Reds—Rebels                  | 13-32 |
| 30-3-2019 | Sharks—Bulls                 | 16-19 |
| 30-3-2019 | Jaguares—Chiefs              | 27-30 |
| rip       | Lions, Brumbies, Highlanders |       |
|           |                              |       |

|           | 10ª giornata               |       |
| --------- | -------------------------- | ----- |
| 19-4-2019 | Chiefs—Lions               | 17-23 |
| 19-4-2019 | Sharks—Reds                | 14-21 |
| 20-4-2019 | Sunwolves—Hurricanes       | 23-29 |
| 20-4-2019 | Highlanders—Blues          | 24-12 |
| 20-4-2019 | Waratahs—Rebels            | 23-20 |
| 20-4-2019 | Stormers—Brumbies          | 17-19 |
| rip.      | Bulls, Jaguares, Crusaders |       |
|           |                            |       |

|           | 13ª giornata         |       |
| --------- | -------------------- | ----- |
| 10-5-2019 | Blues—Hurricanes     | 12-22 |
| 10-5-2019 | Rebels—Reds          | 30-24 |
| 10-5-2019 | Bulls—Crusaders      | 13-45 |
| 11-5-2019 | Highlanders—Jaguares | 32-27 |
| 11-5-2019 | Chiefs—Sharks        | 29-23 |
| 11-5-2019 | Lions—Waratahs       | 29-28 |
| 12-5-2019 | Brumbies—Sunwolves   | 33-0  |
| rip.      | Stormers             |       |

|           | 16ª giornata       |       |
| --------- | ------------------ | ----- |
| 31-5-2019 | Blues—Bulls        | 22-22 |
| 31-5-2019 | Rebels—Waratahs    | 15-20 |
| 1-6-2019  | Sunwolves—Brumbies | 19-42 |
| 1-6-2019  | Chiefs—Crusaders   | 40-27 |
| 1-6-2019  | Reds—Jaguares      | 23-34 |
| 1-6-2019  | Sharks—Hurricanes  | 17-30 |
| 1-6-2019  | Lions—Stormers     | 41-22 |
| rip.      | Highlanders        |       |

|           | 2ª giornata          |       |
| --------- | -------------------- | ----- |
| 22-2-2019 | Highlanders—Reds     | 36-31 |
| 23-2-2019 | Sunwolves—Waratahs   | 30-31 |
| 23-2-2019 | Crusaders—Hurricanes | 38-22 |
| 23-2-2019 | Brumbies—Chiefs      | 54-17 |
| 23-2-2019 | Sharks—Blues         | 26-7  |
| 23-2-2019 | Stormers—Lions       | 19-17 |
| 23-2-2019 | Jaguares—Bulls       | 27-12 |
| rip.      | Rebels               |       |

|           | 5ª giornata           |          |
| --------- | --------------------- | -------- |
| 15-3-2019 | Chiefs—Hurricanes     | 23-23    |
| 15-3-2019 | Brumbies—Waratahs     | 19-13    |
| 15-3-2019 | Stormers—Jaguares     | 35-8     |
| 16-3-2019 | Sunwolves—Reds        | 31-34    |
| 16-3-2019 | Highlanders—Crusaders | rinviata |
| 16-3-2019 | Lions—Rebels          | 36-33    |
| rip.      | Bulls, Sharks, Blues  |          |
|           |                       |          |

|          | 8ª giornata            |       |
| -------- | ---------------------- | ----- |
| 5-4-2019 | Highlanders—Hurricanes | 28-31 |
| 5-4-2019 | Reds—Stormers          | 24-12 |
| 5-4-2019 | Lions—Sharks           | 5-42  |
| 6-4-2019 | Crusaders—Brumbies     | 36-14 |
| 6-4-2019 | Blues—Waratahs         | 32-29 |
| 6-4-2019 | Rebels—Sunwolves       | 42-15 |
| 6-4-2019 | Bulls—Jaguares         | 20-22 |
| rip.     | Chiefs                 |       |

|           | 11ª giornata          |       |
| --------- | --------------------- | ----- |
| 26-4-2019 | Crusaders—Lions       | 36-10 |
| 26-4-2019 | Sunwolves—Highlanders | 0-52  |
| 27-4-2019 | Hurricanes—Chiefs     | 47-19 |
| 27-4-2019 | Waratahs—Sharks       | 15-23 |
| 27-4-2019 | Stormers—Blues        | 24-23 |
| 27-4-2019 | Jaguares—Brumbies     | 20-15 |
| rip.      | Rebels, Reds, Blues   |       |
|           |                       |       |

|           | 14ª giornata                |       |
| --------- | --------------------------- | ----- |
| 17-5-2019 | Hurricanes—Jaguares         | 20-28 |
| 17-5-2019 | Rebels—Bulls                | 17-32 |
| 18-5-2019 | Blues—Chiefs                | 23-8  |
| 18-5-2019 | Reds—Waratahs               | 32-40 |
| 18-5-2019 | Lions—Highlanders           | 38-29 |
| 18-5-2019 | Stormers—Crusaders          | 19-19 |
| rip.      | Sharks, Sunwolves, Brumbies |       |
|           |                             |       |

|          | 17ª giornata       |       |
| -------- | ------------------ | ----- |
| 7-6-2019 | Highlanders—Bulls  | 24-24 |
| 7-6-2019 | Reds—Blues         | 29-28 |
| 8-6-2019 | Crusaders—Rebels   | 66-0  |
| 8-6-2019 | Waratahs—Brumbies  | 24-35 |
| 8-6-2019 | Lions—Hurricanes   | 17-37 |
| 8-6-2019 | Stormers—Sunwolves | 31-18 |
| 8-6-2019 | Jaguares—Sharks    | 34-7  |
| rip.     | Chiefs             |       |

|          | 3ª giornata         |       |
| -------- | ------------------- | ----- |
| 1-3-2019 | Hurricanes—Brumbies | 43-13 |
| 1-3-2019 | Rebels—Highlanders  | 24-19 |
| 2-3-2019 | Chiefs—Sunwolves    | 15-30 |
| 2-3-2019 | Reds—Crusaders      | 12-22 |
| 2-3-2019 | Lions—Bulls         | 12-30 |
| 2-3-2019 | Sharks—Stormers     | 11-16 |
| 2-3-2019 | Jaguares—Blues      | 23-19 |
| rip.     | Waratahs            |       |

|           | 6ª giornata         |       |
| --------- | ------------------- | ----- |
| 22-3-2019 | Blues—Highlanders   | 33-26 |
| 23-3-2019 | Hurricanes—Stormers | 34-28 |
| 23-3-2019 | Waratahs—Crusaders  | 20-12 |
| 23-3-2019 | Sunwolves—Lions     | 24-37 |
| 23-3-2019 | Bulls—Chiefs        | 20-56 |
| 23-3-2019 | Sharks—Rebels       | 28-14 |
| 24-3-2019 | Reds—Brumbies       | 36-14 |
| rip.      | Jaguares            |       |

|           | 9ª giornata                     |       |
| --------- | ------------------------------- | ----- |
| 12-4-2019 | Crusaders—Highlanders           | 43-17 |
| 12-4-2019 | Rebels—Stormers                 | 24-41 |
| 13-4-2019 | Chiefs—Blues                    | 33-29 |
| 13-4-2019 | Brumbies—Lions                  | 31-20 |
| 13-4-2019 | Sharks—Jaguares                 | 17-51 |
| 13-4-2019 | Bulls—Reds                      | 32-17 |
| rip.      | Sunwolves, Waratahs, Hurricanes |       |
|           |                                 |       |

|          | 12ª giornata       |       |
| -------- | ------------------ | ----- |
| 3-5-2019 | Crusaders—Sharks   | 21-21 |
| 3-5-2019 | Reds—Sunwolves     | 32-26 |
| 4-5-2019 | Hurricanes—Rebels  | 29-19 |
| 4-5-2019 | Highlanders—Chiefs | 31-31 |
| 4-5-2019 | Brumbies—Blues     | 26-21 |
| 4-5-2019 | Bulls—Waratahs     | 28-21 |
| 4-5-2019 | Jaguares—Stormers  | 30-25 |
| rip.     | Lions              |       |

|           | 15ª giornata         |       |
| --------- | -------------------- | ----- |
| 24-5-2019 | Chiefs—Reds          | 19-13 |
| 24-5-2019 | Brumbies—Bulls       | 22-10 |
| 25-5-2019 | Sunwolves—Rebels     | 7-52  |
| 25-5-2019 | Crusaders—Blues      | 19-11 |
| 25-5-2019 | Waratahs—Jaguares    | 15-23 |
| 25-5-2019 | Stormers—Highlanders | 34-22 |
| 25-5-2019 | Sharks—Lions         | 27-17 |
| rip.      | Hurricanes           |       |

|           | 18ª giornata         |       |
| --------- | -------------------- | ----- |
| 14-6-2019 | Highlanders—Waratahs | 49-12 |
| 14-6-2019 | Rebels—Chiefs        | 8-59  |
| 14-6-2019 | Jaguares—Sunwolves   | 52-10 |
| 15-6-2019 | Hurricanes—Blues     | 29-24 |
| 15-6-2019 | Brumbies—Reds        | 40-27 |
| 15-6-2019 | Stormers—Sharks      | 9-12  |
| 15-6-2019 | Bulls—Lions          | 48-27 |
| rip.      | Crusaders            |       |

### Classifica
| OQF                      |    | Squadra     | G  | V  | N | P  | Bye | PF  | PS  | P±   | B | Pt |
| ------------------------ | -- | ----------- | -- | -- | - | -- | --- | --- | --- | ---- | - | -- |
| Australian Conference    |    |             |    |    |   |    |     |     |     |      |   |    |
|                          | 3  | Brumbies    | 16 | 10 | 0 | 6  | 0   | 430 | 366 | 64   | 8 | 48 |
|                          | 11 | Rebels      | 16 | 7  | 0 | 9  | 0   | 393 | 465 | −72  | 6 | 34 |
|                          | 12 | Waratahs    | 16 | 6  | 0 | 10 | 0   | 367 | 415 | −48  | 6 | 30 |
|                          | 14 | Reds        | 16 | 6  | 0 | 10 | 0   | 385 | 438 | −53  | 4 | 28 |
|                          | 15 | Sunwolves   | 16 | 2  | 0 | 14 | 0   | 294 | 584 | −290 | 4 | 12 |
| New Zealand Conference   |    |             |    |    |   |    |     |     |     |      |   |    |
|                          | 1  | Crusaders   | 16 | 11 | 3 | 2  | 0   | 497 | 257 | 240  | 8 | 58 |
|                          | 4  | Hurricanes  | 16 | 12 | 1 | 3  | 0   | 449 | 362 | 87   | 3 | 53 |
|                          | 7  | Chiefs      | 16 | 7  | 2 | 7  | 0   | 451 | 465 | −14  | 4 | 36 |
|                          | 8  | Highlanders | 16 | 6  | 3 | 7  | 0   | 441 | 392 | 49   | 6 | 36 |
|                          | 13 | Blues       | 16 | 5  | 1 | 10 | 0   | 347 | 369 | −22  | 8 | 30 |
| South African Conference |    |             |    |    |   |    |     |     |     |      |   |    |
|                          | 2  | Jaguares    | 16 | 11 | 0 | 5  | 0   | 461 | 352 | 109  | 7 | 51 |
|                          | 5  | Bulls       | 16 | 8  | 2 | 6  | 0   | 410 | 369 | 41   | 5 | 41 |
|                          | 6  | Sharks      | 16 | 7  | 1 | 8  | 0   | 343 | 335 | 8    | 7 | 37 |
|                          | 9  | Lions       | 16 | 8  | 0 | 8  | 0   | 401 | 478 | −77  | 3 | 35 |
|                          | 10 | Stormers    | 16 | 7  | 1 | 8  | 0   | 344 | 366 | −22  | 5 | 35 |

## Fase a play-off
|  | Quarti di finale | Quarti di finale | Quarti di finale |          |            | Semifinali | Semifinali | Semifinali |  |  | Finale | Finale    | Finale |
|  |                  |                  |                  |          |            |            |            |            |  |  |        |           |        |
|  | 1                | Crusaders        | 38               |          |            |            |            |            |  |  |        |           |        |
|  | 8                | Highlanders      | 14               |          |            |            |            |            |  |  |        |           |        |
|  | 8                | Highlanders      | 14               |          | 1          | Crusaders  | 30         |            |  |  |        |           |        |
|  |                  |                  |                  |          | 1          | Crusaders  | 30         |            |  |  |        |           |        |
|  |                  | 4                | Hurricanes       | 26       |            |            |            |            |  |  |        |           |        |
|  | 4                | 4                | Hurricanes       | 26       | Hurricanes | 35         |            |            |  |  |        |           |        |
|  | 4                |                  |                  |          | Hurricanes | 35         |            |            |  |  |        |           |        |
|  | 5                | Bulls            | 28               |          |            |            |            |            |  |  |        |           |        |
|  |                  |                  |                  |          |            |            |            |            |  |  | 1      | Crusaders | 19     |
|  |                  |                  | 2                | Jaguares | 3          |            |            |            |  |  |        |           |        |
|  | 2                | Jaguares         | 21               |          |            |            |            |            |  |  |        |           |        |
|  | 7                | Chiefs           | 16               |          |            |            |            |            |  |  |        |           |        |
|  | 7                | Chiefs           | 16               |          | 2          | Jaguares   | 39         |            |  |  |        |           |        |
|  |                  |                  |                  |          | 2          | Jaguares   | 39         |            |  |  |        |           |        |
|  |                  | 3                | Brumbies         | 7        |            |            |            |            |  |  |        |           |        |
|  | 3                | 3                | Brumbies         | 7        | Brumbies   | 38         |            |            |  |  |        |           |        |
|  | 3                |                  |                  |          | Brumbies   | 38         |            |            |  |  |        |           |        |
|  | 6                | Sharks           | 13               |          |            |            |            |            |  |  |        |           |        |

### Quarti di finale
| Arbitro: | Jaco Peyper |

|                                                          |            |                          |
| Havili 22’ Mo'unga 28’, 69’ Douglas 48’ M. Alaalatoa 55’ | mt         | 17’ Tomkinson 36’ Walden |
| Mo'unga 23’, 29’, 49’, 57’, 70’                          | tr         | 18’, 37’ Ioane           |
| Mo'unga 3’                                               | c.p.       |                          |
| Scott Robertson                                          | Allenatori | Aaron Mauger             |

| Arbitro: | Nic Berry |

|                                      |            |                                                             |
| Perenara 17’ Lam 23’ Rayasi 27’, 44’ | mt         | 13’ Gelant 34’, 58’ Hendricks 52’ meta di punizione (7 pt.) |
| B. Barrett 19’, 24’, 29’             | tr         | 14’, 35’, 60’ Pollard                                       |
| B. Barrett 11’ J. Barrett 56’, 65’   | c.p.       |                                                             |
| John Plumtree                        | Allenatori | Pote Human                                                  |

| Arbitro: | Glen Jackson |

|                       |            |                                  |
| Matera 1’ Moroni 52’  | mt         | 27’ Boshier                      |
| Bonilla 53’           | tr         | 28’ Debreczeni                   |
| Bonilla 22’, 55’, 60’ | c.p.       | 36’, 44’ Debreczeni 48’ McKenzie |
| Gonzalo Quesada       | Allenatori | Colin Cooper                     |

| Arbitro: | Mike Fraser |

|                                               |            |                 |
| Samu 1’, 24’ Speight 10’ Powell 72’ Lucas 79’ | mt         | 57’ Esterhuizen |
| Lealiʻifano 3’, 12’, 26’, 74’, 80’            | tr         | 58’ Bosch       |
| Lealiʻifano 21’                               | c.p.       | 9’, 16’ Bosch   |
| Dan McKellar                                  | Allenatori | Robert du Preez |

### Semifinali
| Arbitro: | Nic Berry |

|                            |            |                                       |
| Reece 13’, 58’ Mo'unga 44’ | mt         | 40’, 51’ Laumape 41’ Lam 61’ Perenara |
| Mo'unga 15’, 45’, 60’      | tr         | 40+1’, 51’, 63’ B. Barrett            |
| Mo'unga 3’, 34’, 73’       | c.p.       |                                       |
| Scott Robertson            | Allenatori | John Plumtree                         |

| Arbitro: | Mike Fraser |

|                                                       |            |                   |
| Cubelli 4’ Lavanini 19’ Orlando 49’, 63’ Boffelli 78’ | mt         | 40’ Fainga'a      |
| Bonilla 5’, 20’, 50’, 64’                             | tr         | 40+2’ Lealiʻifano |
| Bonilla 8’, 14’                                       | c.p.       |                   |
| Gonzalo Quesada                                       | Allenatori | Dan McKellar      |

### Finale
| Arbitro: | Jaco Peyper |

| |              | |
| Taylor 25’ | mt           | |
| Mo'unga 27’ | tr           | |
| Mo'unga 40+3’, 54’, 59’, 75’ | c.p.         | 16’ Bonilla |
| · David Havili · Sevu Reece · Braydon Ennor 72’ · Jack Goodhue · George Bridge · Richie Mo'unga 76’ · Bryn Hall 53’ · Kieran Read · Matt Todd · Whetu Douglas 53’ · Sam Whitelock · Mitchell Dunshea 62’ · Owen Franks 57’ · Codie Taylor 62’ · Joe Moody 54’ | Formazioni   | · Emiliano Boffelli · Matías Moroni · Matías Orlando · Jerónimo de la Fuente · 72’ Ramiro Moyano · 62’ Joaquin Diaz Bonilla · 62’ Tomás Cubelli · 69’ Javier Ortega Desio · Marcos Kremer · Pablo Matera · 63’ Tomás Lavanini · Guido Petti Pagadizábal · 54’ Santiago Medrano · 54’ Agustín Creevy · 57’ Nahuel Tetaz Chaparro |
| · Andrew Makalio 62’ · George Bower 54’ · Michael Alaalatoa 57’ · Luke Romano 62’ · Jordan Taufua 53’ · Mitchell Drummond 53’ · Mitchell Hunt 76’ · Will Jordan 72’                                                                                           | Sostituzioni | · 54’ Julián Montoya · 57’ Mayco Vivas · 54’ Enrique Pieretto Heilan · 69’ Juan Manuel Leguizamón · 63’ Tomás Lezana · 62’ Felipe Ezcurra · 62’ Domingo Miotti · 72’ Sebastián Cancelliere |
| Scott Robertson | Allenatori   | Gonzalo Quesada |